# Jerrold Meinwald
Jerrold Meinwald (Nueva York, 16 de enero de 1927-23 de abril de 2018) fue un farmacéutico estadounidense reconocido por su trabajo en ecología química, un campo que cofundó con su colega y amigo Thomas Eisner.
Fue profesor emérito de química en la Universidad Cornell, y autor y coautor de más de 400 artículos científicos. Su interés en la química se desató a temprana edad por los fuegos artificiales hechos con su amigo Michael Cava estando en el instituto. Meinwald era aficionado de la música y la flauta, que estudió con Marcel Moyse, un famoso flautista francés.

## Carrera
Jerrold Meinwald Estudió química en la Universidad de Chicago donde se graduó  de ciencia en 1948. Entonces fue a la Universidad de Harvard donde obtuvo su diploma de doctorado especializado en investigación Con R.B. Woodward en 1952. 
Una beca de DuPont lo llevó a Cornell, donde ha pasado la mayor parte de su carrera posterior.

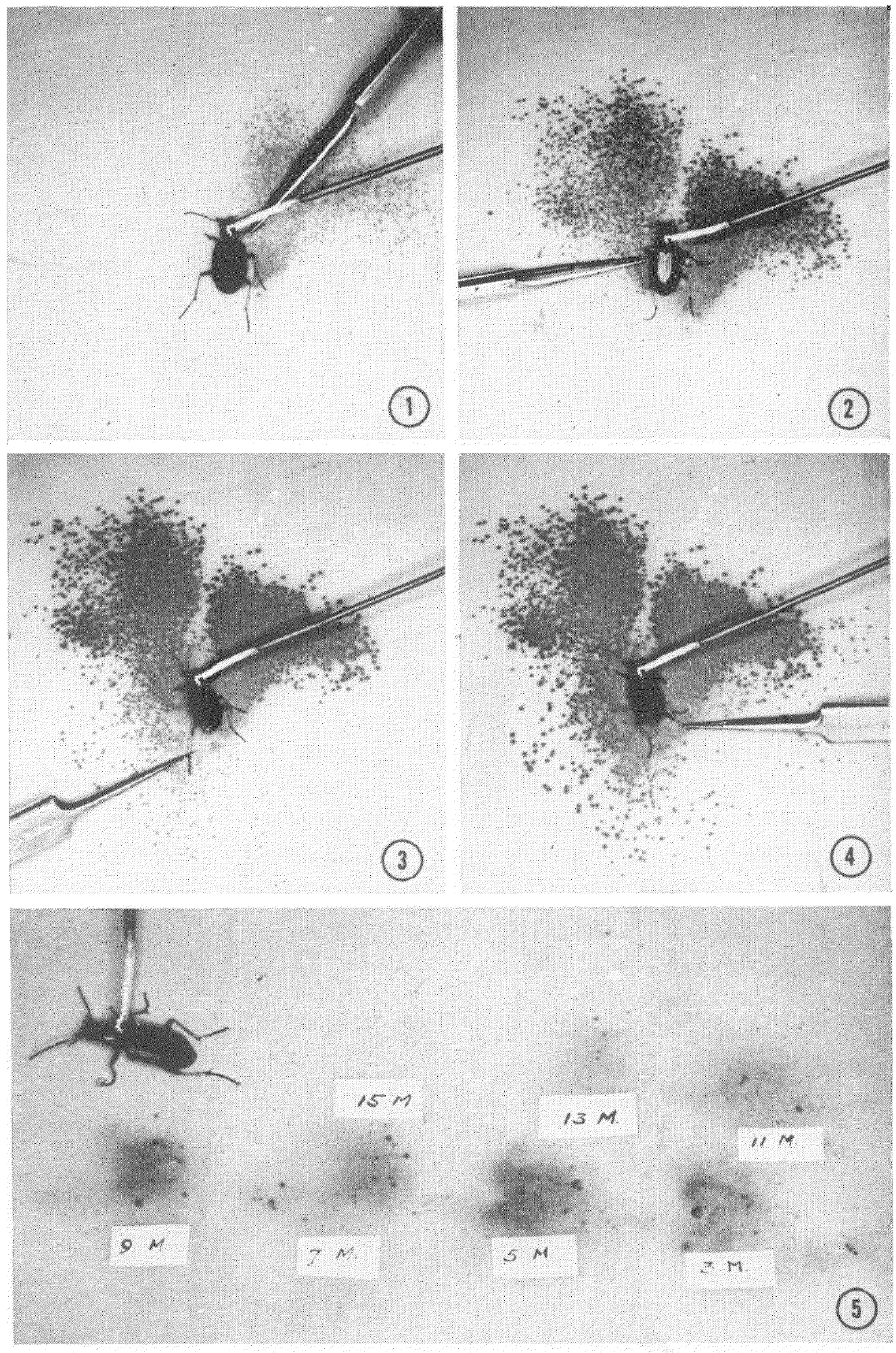
Serie de un estudio de investigación de Meinwald y Eisner spray defensivo en Chlaenius escarabajos con el papel que se oscurece en respuesta a sustancias químicas

Desde principios de la década de 1960, ha trabajado, a menudo en colaboración con Thomas Eisner, en la señalización química en animales, particularmente insectos y artrópodos; se le considera como uno de los fundadores del campo de la ecología química. Un campo particular de interés era la forma en que los insectos
o bien utilizar productos químicos sintetizados por las plantas que se alimentan o utilizar esas sustancias químicas vegetales como sustratos de partida para sintetizar su propia Una especie en la que él y Eisner publicaron varias veces en las últimas décadas es la polilla ornatrix Utetheisa, que recoge estos alcaloides de la fuente de alimentación y los utiliza como un elemento de disuasión a los depredadores; el macho también se los utiliza como una feromona y los pasa en su esperma a la hembra que los utiliza para hacer sus huevos desagradables.
En el análisis de los componentes de señalización de la planta,  desarrolló una serie de técnicas retrosintético, incluyendo el Meinwald Rearrangement donde un epóxido se convierte a un carbonilo en presencia de un ácido de Lewis;que también se ha realizado una investigación sustancial de más de cuarenta años en la espectroscopia de RMN. y en las reacciones para la producción de derivados quirales a fin de determinar configuraciones absolutas de moléculas quirales.
En 1981, Meinwald devenía un miembro de fundar del Consejo Cultural Mundial.

## Premios
Ganó la Medalla Nacional de Ciencia en 2012.  Ha sido un miembro de la Academia Nacional de Ciencias desde entonces 1969, Socio de la Academia americana de Artes y Ciencias desde 1970, y miembro de la Sociedad Filosófica americana  desde 1987. Otros honores notables: 
- Grand Prix de la Fondation de la Maison de la Chimie, Paris, France (2006)
- Nakanishi Prize, American Chemical Society (2014)
- Roger Adams Award in Organic Chemistry, AmericanChemical Society (2005)
- Chemical Pioneer Award, American Institute of Chemists (1997)
- Silver Medal of the International Society of Chemical Ecology (1991)
- Tyler Prize for Environmental Achievement (1990)
- A. C. Cope Scholar Award, American Chemical Society (1989)
- Fellow, American Association for the Advancement of Science (1980)

## Publicaciones
- Eisner, T, & Meinwald, J, Eds. (1995) Ecología Química: La Química de Interacción Biótica. Prensa de Academia nacional.